# 아드난 디르잘
아드난 디르잘 무타르 자심(아랍어: عدنان درجال مطر, Adnan Dirjal Mutar Jasim, 	1960년 1월 26일 ~ )은 이라크의 전 축구 선수이자 현재 이라크 축구 협회 회장이다.

## 같이 보기
- A매치 100경기 이상 출전한 축구 선수 명단